# Paseo de Brooklyn Heights
El Paseo de Brooklyn Heights (en inglés: Brooklyn Heights Promenad), también conocido como Esplanade, es una plataforma y paseo peatonal de 1,826 pies (557 m) de longitud, en voladizo sobre la Autopista Brooklyn-Queens (Interestatal 278) en Brooklyn Heights, Brooklyn, Ciudad de Nueva York, Estados Unidos. Con vistas al horizonte del Bajo Manhattan y al puerto de Nueva York, surgió como resultado de propuestas en competencia para la ruta de la autopista que se resolvieron en medio de la Segunda Guerra Mundial. La construcción real tuvo lugar después de la guerra. Como estructura construida sobre una carretera, el Paseo es propiedad del Departamento de Transporte de la Ciudad de Nueva York (NYCDOT) y no se considera un parque; sin embargo, el Departamento de Parques de la Ciudad de Nueva York (NYC Parks) mantiene todo el paseo.
El Paseo se extiende desde el extremo oeste de Remsen Street hasta el extremo oeste de Orange Street y también se puede acceder desde Montague Street y Pierrepont Place, así como desde los extremos oeste de Pierrepont Street, Clark Street y Pineapple Street.

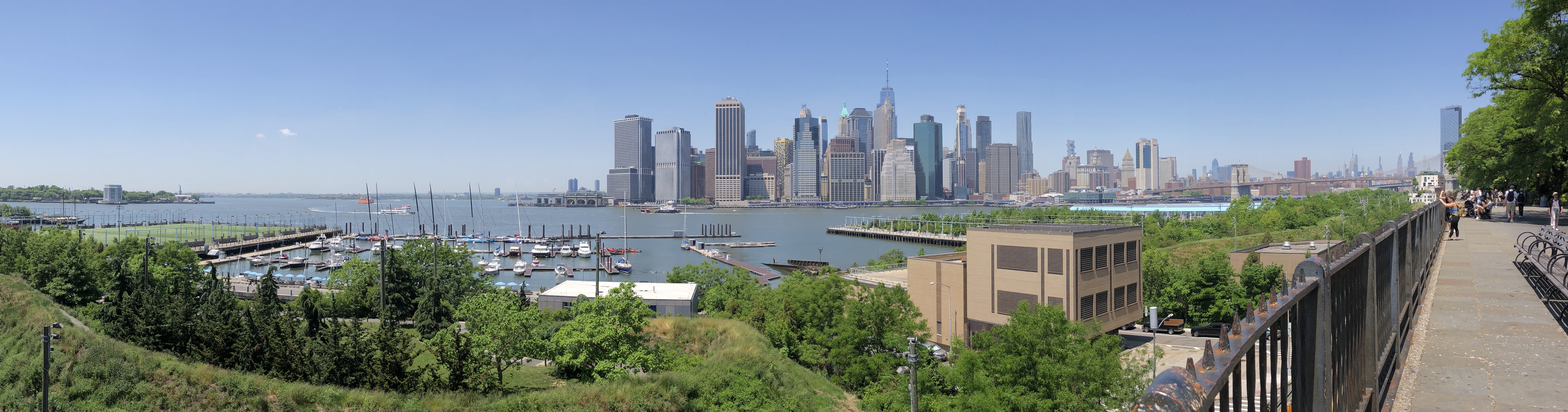
Vista desde el paseo.

## Planificación
La necesidad de una Autopista Brooklyn-Queens para conectar los condados de Brooklyn y Queens precedió a la Segunda Guerra Mundial. Se propuso por primera vez un enlace entre el Gowanus Parkway en Brooklyn y el Puente Triborough en Queens en 1936. En 1939, un ingeniero topográfico del entonces nuevo Departamento de Planificación de la Ciudad de Nueva York trazó una ruta para dicha autopista que seguía muy de cerca la línea de la costa del East River en ambos condados.
Independientemente, el comisionado de parques de la ciudad de Nueva York, Robert Moses, posteriormente visualizó una ruta algo más interior. Una propuesta de Moses en 1941 para llevar la Autopista Brooklyn-Queens a través del vecindario fue exitosamente opuesta. Esto se debió en parte a un artículo del Brooklyn Eagle del 19 de septiembre de 1942 que alarmó a algunos residentes de Brooklyn Heights con el titular de primera plana "Plan para Autopista Express es Impactante". El Eagle informó que la ruta propuesta por Moses dividiría el vecindario, incluso requiriendo al menos la demolición parcial de un tribunal de mármol recientemente construido.
La noticia galvanizó el liderazgo de la Asociación de Brooklyn Heights, que representa a una de las comunidades más acomodadas y políticamente conectadas de la ciudad. Dos hombres en particular, Roy M.D. Richardson, presidente de la asociación y abogado corporativo de Wall Street, y Ferdinand W. ("Fred") Nitardy, vicepresidente de construcción de plantas de Squibb Pharmaceuticals, que en ese momento tenía un complejo importante en el extremo norte de Brooklyn Heights, presionaron fuertemente por una ruta que movería la autopista hacia el oeste, para que corriera a lo largo del escarpado frente al agua en el borde del vecindario. Mientras tanto, los ingenieros de Andrews & Clark, la firma encargada de construir la autopista, llegaron a la misma conclusión de que la ruta a lo largo del escarpado era la mejor opción, ya que una ruta interior implicaría costos excesivos por expropiación.

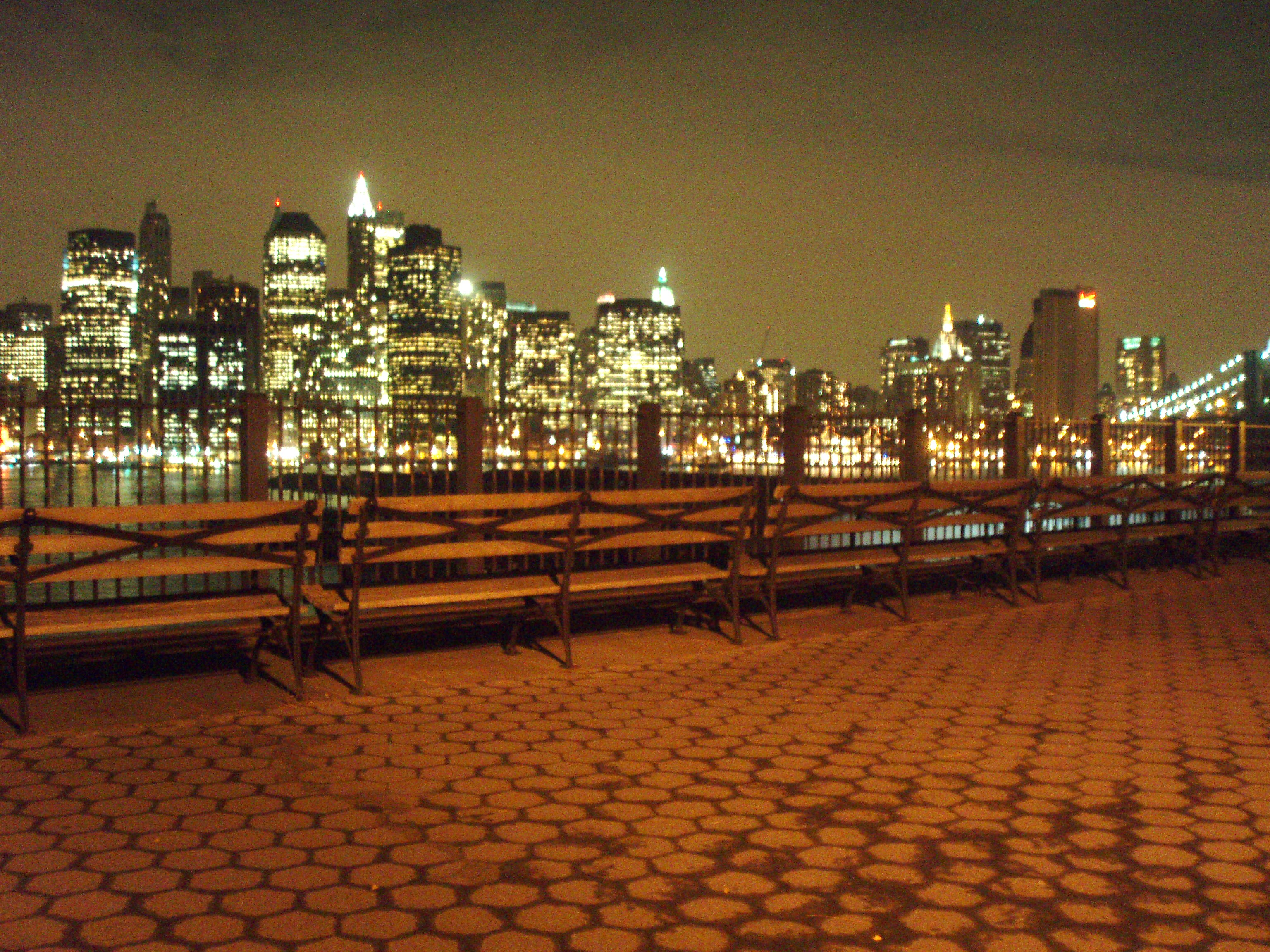
Vista nocturna de Nueva York desde el paseo.

Para el 10 de marzo de 1943, fecha de una audiencia ante la Comisión de Planificación de la Ciudad, se había decidido sobre la ruta exterior, conocida como la ruta de la calle Furman. La propuesta presentada en la audiencia era construir dos calzadas de tres carriles cada una en ambas direcciones, adyacentes en la cima del escarpe de Heights. Durante la audiencia, Nitardy hizo un ruego para que la autopista se construyera en dos niveles separados con una "cubierta" donde él pudiera restaurar su jardín trasero, una petición que pareció recibir simpatía por parte de Moses. Moses estuvo de acuerdo con la idea de la cubierta, pero luego, un mes después de la audiencia, John Cashmore, presidente del condado de Brooklyn, cuya oficina estaba a cargo del proyecto, informó a Nitardy por carta que el plan adoptado "impediría su uso del nivel superior", el cual en cambio se convertiría en un paseo público. Moses no reveló ninguna indicación de que un plan similar, con dos niveles de autopista cubiertos, no por jardines privados sino por un paseo público, ya había sido diseñado por Andrews & Clark.

## Apertura y primeros años
La demolición de los almacenes que bordeaban el lado oriental, o interior de la calle Furman comenzó en el otoño de 1946, y la construcción de una sección de triple voladizo continuó durante los siguientes años. La mitad sur del Paseo se abrió al público el 7 de octubre de 1950, y la mitad norte el 7 de diciembre de 1951. La autopista en sí no estuvo lista para el tráfico hasta 1954.
Las aprehensiones de muchos residentes de Brooklyn Heights de que el Paseo como atracción pública traería interrupciones ruidosas y crimen al área pronto se disiparon, ya que se convirtió en un destino popular tanto para residentes como para turistas.